# Charles De Vogelaere
Charles René De Vogelaere (ur. 16 listopada 1933 – zm. 18 kwietnia 2017 w Brukseli) – belgijski piłkarz grający na pozycji pomocnika. Był reprezentantem Belgii.

## Kariera klubowa
Swoją piłkarską karierę De Vogelaere rozpoczął w klubie RSC Anderlecht, w którym zadebiutował w sezonie 1953/1954 w pierwszej lidze belgijskiej i grał w nim do 1961 roku. Z Anderlechtem wywalczył cztery tytuły mistrza Belgii w sezonach 1953/1954, 1954/1955, 1955/1956 i 1958/1959 oraz dwa wicemistrzostwa w sezonach 1956/1957 i 1959/1960. W latach 1961–1969 grał w Royale Union Saint-Gilloise.

## Kariera reprezentacyjna
W reprezentacji Belgii De Vogelaere zadebiutował 28 września 1958 w przegranym 2:3 towarzyskim meczu z Holandią, rozegranym w Antwerpii. Był to jego jedyny mecz w kadrze narodowej.